# チョコレート・クリスマス
『チョコレート・クリスマス』は、武内直子による日本の漫画作品。
『なかよし』（講談社）1987年12月号と1988年1月号に前後編が掲載された。全2話。単行本は同社の講談社コミックスなかよしより全1巻。作者初の単行本の表題作であり、『なかよし』本誌での初の連載になった。

## ストーリー
チョコレート・クリスマス
恋人と2人でクリスマスをすごしたいと夢見るりょんのイブは、いつもひとりぼっち。そんなとき、ふと聞いたラジオからDJチョコさんの声……。りょんはひと目ぼれならぬひと聞きぼれ！？フワフワとりょんの恋も舞いはじめたの！
ウィンク・レイン

## 登場人物
●チョコレート・クリスマス
半田良子（はんだ りょうこ）
ニックネームは「りょん」。
大原桂樹（おおはら けいじゅ）
ラジオでのDJ名は「チョコ」。
島田牧子（しまだ まきこ）
●ウィンク・レイン
海野マリン（うみの まりな）
小泉（こいずみ）
伊藤紀（いとう はじめ）
小文（こぶん）

## 書誌情報
- 武内直子 『チョコレート・クリスマス』 講談社〈講談社コミックスなかよし〉、1988年12月6日第1刷発行、ISBN 4-06-178624-5
  - 表題作のほか、全3回の連載作品「ウィンク・レイン」が同時収録されている。